# Liste der Naturdenkmale in Bovenden
Die Liste der Naturdenkmale in Bovenden nennt die Naturdenkmale in Bovenden im Landkreis Göttingen in Niedersachsen.

## Naturdenkmale
| Bild                          | Bezeichnung                 | Ort, Lage                                            | Beschreibung                                                                                             | Schutzzweck                               | Nummer     |
| ----------------------------- | --------------------------- | ---------------------------------------------------- | --- | ----------------------------------------- | ---------- |
| Fotos hochladen               | Linde östlich des alten Tie | Unterbillingshausen (51° 36′ 7,4″ N, 10° 1′ 13,2″ O) | Die ortsbildprägende Linde hat in 2 m Höhe einen Stammdurchmesser von circa 1 m.                         | Eigenart, Schönheit, das Ortsbild prägend | NDGÖ120101 |
| BW                            | Stieleiche                  | Billingshausen (51° 35′ 43,6″ N, 10° 2′ 3,6″ O)      | | Seltenheit, Eigenart, Schönheit           | NDGÖ120102 |
| Fotos hochladen               | Moritz-Linde                | Eddigehausen (51° 35′ 34,9″ N, 9° 56′ 56,4″ O)       | Überbleibsel der „Max und Moritz Linden“ auf dem Schweineberg.                                           | Seltenheit, Eigenart, Schönheit           | NDGÖ120301 |
| mehr Fotos \| Fotos hochladen | Burglinde (Goethelinde)     | Eddigehausen (51° 35′ 52,1″ N, 9° 57′ 53,6″ O)       | wieder ausgetriebener Stumpf an historischen Standort                                                    | heimatkundliche Bedeutung                 | NDGÖ120302 |
| mehr Fotos \| Fotos hochladen | Eibenwald                   | Eddigehausen (51° 35′ 19,3″ N, 9° 57′ 26,6″ O)       | autochthoner Eibenbestand mit Naturverjüngung. Alter circa 170 – 200 Jahre, siehe: Eibenwald am Hainberg | Eigenart, Seltenheit, Schönheit           | NDGÖ120303 |
| Fotos hochladen               | Sommerlinde am Friedhof     | Emmenhausen (51° 34′ 58,4″ N, 9° 49′ 44,7″ O)        | über 130 Jahre alt                                                                                       | Eigenart und Schönheit                    | NDGÖ120401 |
| Fotos hochladen               | Eiche an der Harste         | Emmenhausen (51° 35′ 5,3″ N, 9° 49′ 34″ O)           | Aufgrund ihrer Größe und ihres Alters die Umgebung prägend.                                              | Eigenart und Schönheit                    | NDGÖ120402 |
| Fotos hochladen               | Winterlinde                 | Lenglern (51° 35′ 16,7″ N, 9° 52′ 16,5″ O)           | freistehende, sehr ortsbildprägende Winterlinde                                                          | Seltenheit, Eigenart und Schönheit        | NDGÖ120601 |
| BW                            | Sommerlinde                 | Spanbeck (51° 36′ 38,8″ N, 10° 2′ 14,4″ O)           | freistehende, landschaftsbildprägende Sommerlinde                                                        | Seltenheit, Eigenart und Schönheit        | NDGÖ120801 |